# Lucyna Radziejowska

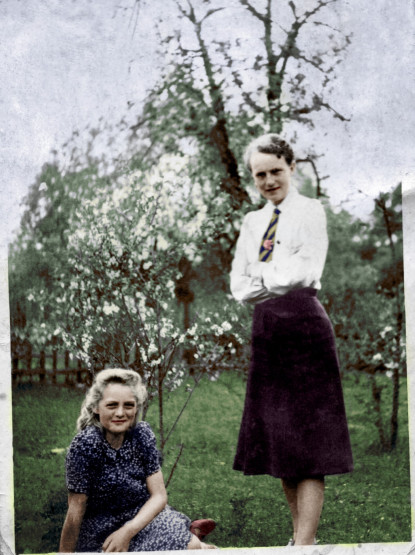
Lucyna Radziejowska z córką Anną

Lucyna Władysława Radziejowska (ur. 24 czerwca 1899 w Popowie Kościelnym, zm. 20 marca 1944 w KL Auschwitz) – polska nauczycielka, represjonowana w czasie II wojny światowej za pomoc osobom narodowości żydowskiej.

## Życiorys
Wyszła za mąż za Wincentego Radziejowskiego, z którym miała m.in. córkę Annę Danutę (ur. 1931).
W 1941 Radziejowscy udzielili schronienia jeńcowi radzieckiemu, Wołodii Kołtunowi, uciekinierowi z obozu jenieckiego dla żołnierzy radzieckich zlokalizowanego w Grądach k. Wąsewa (obecnie pow. ostrowski). W obozie zaraził się on tyfusem plamistym, na który następnie zachorowała cała rodzina Radziejowskich. W wyniku choroby Wincenty Radziejowski zmarł 5 grudnia 1941. Wołodia Kołtun przebywał w Płatkownicy około roku, do czerwca 1941, następnie w wyniku coraz częstszych patroli niemieckich zdecydował się opuścić gospodarstwo Radziejowskich.
W 1943 Lucyna Radziejowska przyjęła pod swój dach kobietę, razem z 15-letnim synem. Ukrywających się Żydów Niemcy najpewniej zamordowali. Lucynę Radziejowską przewieziono do aresztu w Sokołowie Podlaskim, skąd trafiła do Warszawy na Pawiak. Stamtąd wywieziono ją transportem z 5 października 1943 do KL Auschwitz. Otrzymała numer 64478. Zarażona po raz kolejny tyfusem zmarła w obozie 20 marca 1944.

## Upamiętnienie
Od końca lat 80. za pośrednictwem Głównej Komisji Badania Zbrodni Hitlerowskich w Polsce trwały starania o przyznanie honorowego tytułu „Sprawiedliwy Wśród Narodów Świata” Lucynie Radziejowskiej oraz jej córce Annie.
29 czerwca 2019 w Ostrowi Mazowieckiej w ramach prowadzonego przez Instytut Pileckiego projektu „Zawołani po imieniu” została odsłonięta tablica upamiętniająca Lucynę Radziejowską. W uroczystości uczestniczył minister cyfryzacji Marek Zagórski.